# Leutkircher Hütte
Die Leutkircher Hütte ist eine Alpenvereinshütte der Sektion Leutkirch des Deutschen Alpenvereines in den Lechtaler Alpen in Tirol.

## Lage
Die Leutkircher Hütte liegt auf 2251 m ü. A. am östlichen Rand des weitläufigen, schrofigen Almajurjochs, genau auf der Gemeindegrenze zwischen Kaisers und St. Anton am Arlberg. Der nächstgelegene Gipfel ist der Stanskogel mit 2757 m Höhe, der in etwa zwei Stunden über einen markierten und gesicherten Steig erreicht werden kann.

## Geschichte
Am 2. April 1911 beschloss die Section Schwarzer Grat (Leutkirch und Isny) des Deutschen und Österreichischen Alpenvereins eine Hütte am Almajurjoch zu bauen. Das Richtfest der Hütte war bereits am 3. August 1912; die Einweihung fand am 7. September 1912 statt. Nach Beginn des Ersten Weltkriegs war die Hütte vom August 1914 bis zum Frühjahr 1919 geschlossen. 1925 erhielt die Hütte elektrischen Strom, der durch ein Kleinwasserkraftwerk in der Nähe der Hütte erzeugt wurde. Im selben Jahr wurde der Dachboden zu einem Matratzenlager umgebaut.
1927 wurde im Untergeschoß der Hütte eine Hauskapelle mit einem neugotischen Altar eingeweiht. Die Hauskapelle bestand bis 1979 und wurde dann zu einem Winterraum umgebaut. Der Altar wurde 1999 an das Hofgut Elchenreute bei Bad Waldsee verkauft.
1945 wurde die Hütte von deutschen und später französischen Besatzungstruppen besetzt. Am 21. Dezember 1949 wurde die Sektion Leutkirch des Deutschen Alpenvereins gegründet. Am 1. Juni 1956 gingen die seit Ende des Zweiten Weltkriegs von der Verwaltung des nicht österreichischen Alpenvereinsvermögens verwalteten Hütten wieder in das Eigentum der Sektionen des Deutschen Alpenvereins über. Die Leutkircher Hütte gehörte damit der Sektion Leutkirch.
Nach dem Bau der Kapallbahn Anfang der 1960er Jahre wuchsen die Besucherzahlen der Hütte stark an. 1969 entstand ein Anbau mit neuen Waschräumen. Mitte der 1980er Jahre wurde die Hütte erneut saniert, und 1994 wurde eine Abwasserreinigungsanlage gebaut. 2009 erhielt die Hütte bei der Hauptversammlung des Deutschen Alpenvereins ein Umweltgütesiegel.

## Zugänge
Vom Lechtal aus führt der Weg über Kaisers in etwa vier Stunden durch das Almajurtal zur Hütte. Von St. Anton erreicht man die Hütte in etwa drei Stunden zu Fuß; mit Hilfe der Kapallbahn dauert der Weg ungefähr 1,5 Stunden. Von Pettneu am Arlberg führt der Weg in etwa vier Stunden zur Hütte.

## Nachbarhütten und Übergänge
Das Kaiserjochhaus kann in zwei Stunden erreicht werden. Der Gipfel des Stanskogel kann auf dieser Strecke in zwei weiteren Stunden „mitgenommen“ werden. Zur Ulmer Hütte geht es über das Valfagehrjoch in 3½ Stunden. Die Querung des Südhangs der Weißschrofenspitze führt durch ein Gelände, das als etwas unsicher und leicht steinschlaggefährdet gilt. Man kann ab Bacheregg einen parallel südlich unterhalb verlaufenden Steig zum Kapallsattel nehmen und dort zum Originalweg zurückkehren. Zur Stuttgarter Hütte geht es durch den Stapfetobel und über das Erlijoch in vier Stunden.

## Karten
- Alpenvereinskarte 3/2 Lechtaler Alpen – Arlberggebiet (1:25.000)